# Luke Matt Röntgen
Luke Matt Röntgen (* 12. Juli 2003 in Hamburg als Luke Matt Röntgen-Vogelbein) ist ein deutscher Schauspieler.

## Leben
Luke Matt Röntgen wurde im Jahr 2003 geboren. Er hat einen älteren Bruder Marlon (* 1999) und einen jüngeren Bruder Levi Louis (* 2010). Im Jahr 2012 begann er Schauspielunterricht zu nehmen. Von 2013 bis 2023 besuchte er die New Talent Schauspielschule & Agentur für Kinder und Jugendliche von Patrick Dreikauss in Hamburg.
Luke Röntgen hatte 2014 in der Serie Großstadtrevier seinen ersten Fernsehauftritt. Es folgten weitere kleinere Rollen in den Fernsehfilmen Tod eines Mädchens (ZDF, 2014), Mein Sohn, der Klugscheißer (Das Erste, 2015) und Im Namen meines Sohnes (ZDF, 2015). Im Jahr 2016 spielte Röntgen die Hauptrolle des Johannes im Kinofilm Die Pfefferkörner und der Fluch des Schwarzen Königs und spielte diese Rolle auch in der Jugendserie Die Pfefferkörner 2017 und 2018 weiter.

## Filmografie (Auswahl)
- 2014–2018: Großstadtrevier (Fernsehserie, verschiedene Rollen, 3 Folgen)
- 2015: Tod eines Mädchens (Fernsehzweiteiler)
- 2015: Im Namen meines Sohnes (Fernsehfilm)
- 2016: Mein Sohn, der Klugscheißer (Fernsehfilm)
- 2017: Die Pfefferkörner und der Fluch des Schwarzen Königs
- 2017–2018: Die Pfefferkörner (Fernsehserie, 17 Folgen)
- 2019: Weihnachten im Schnee (Fernsehfilm)
- 2020: Der Lehrer (Fernsehserie, Folge Das sollen mir die Toten mal selbst erklären)
- 2021: Du sollst nicht lügen (Miniserie)
- 2021: Notruf Hafenkante (Fernsehserie, Folge Fußball-Mütter)
- 2021: SOKO Wismar (Fernsehserie, Folge Toxische Verbindung)
- 2022: Nachricht von Mama (Fernsehserie)
- 2022: Helen Dorn: Das rote Tuch (Fernsehreihe)
- 2022: Tatort: Borowski und der Schatten des Mondes (Fernsehreihe)
- 2022: Die Discounter (Fernsehserie, Folge Sommerfestspiele)
- 2023: Der Bergdoktor (Fernsehserie, Folge Spiel mit dem Feuer)
- 2023: Der Alte (Fernsehserie, Folge Der große Bruder)
- 2023: Die Bergretter (Fernsehserie, Folge Dünnes Eis)
- 2023: Rapunzel und die Rückkehr der Falken (Fernsehreihe)
- 2024: Morden im Norden (Fernsehserie, Folge 147 Alte Schuld)
- 2024: Mordsschwestern – Verbrechen ist Familiensache (Fernsehserie, 1 Folge)
- 2025: Marie Brand und das tote Au-pair (Fernsehreihe, Folge 4/6)
- 2025: Erzgebirgskrimi – Wintermord (Fernsehreihe)